# Emma Coburnová
Emma Jane Coburnová, nepřechýleně Emma Jane Coburn (* 19. října 1990) je americká atletka, běžkyně na střední tratě. Její specializací je zejména běh na 3000 metrů překážek, tzv. steeplechase. V této disciplíně se stala v roce 2017 mistryní světa.
Při svém prvním startu na mistrovství světa (v Tegu v roce 2011) obsadila jedenácté místo v běhu na 3000 metrů překážek. O rok později na olympiádě v Londýně skončila devátá, na světovém šampionátu v Pekingu v roce 2015 již pátá. Ve finále této disciplíny na olympiádě v Rio de Janeiro v roce 2016 vybojovala bronzovou medaili. Největším úspěchem se pro ni zatím stal titul mistryně světa v Londýně v srpnu 2017, kde zvítězila v osobním rekordu 9:02,58.